# Lil Green
Lil Green (* 22. Dezember 1901 vermutlich als Lilly May Johnson – manche Quellen nennen 1905, 1910 oder 1919 in Mississippi; † 14. April 1954 in Chicago, Illinois), war eine US-amerikanische Blues-Sängerin und Songschreiberin.
In den 1930ern zog Lil Green nach Chicago, wo sie begleitet von Big Bill Broonzy an der Gitarre auftrat. 1940 hatten sie für Bluebird Records mit „Romance in the Dark“ einen Hit in den Billboard Top 30, nachdem zuvor der Bandleader Larry Clinton eine Version dieser Komposition eingespielt hatte. Der Song wurde von vielen Künstlerinnen gecovert, darunter Dinah Washington (1963) und Nina Simone (1967). (Billie Holiday nahm hingegen 1941 einen anderen Song mit dem gleichen Titel auf.) 1941 folgte mit „Why Don’t You Do Right?“ ihr zweiter großer Hit, der später von Peggy Lee neu aufgenommen wurde. Für Aladdin Records nahm sie „Running Around in Circles“ / „My Be-Bop Daddy“ auf. Im Oktober 1942 hatte Green mit „Let’s Be Friends“ einen weiteren Hit in der neuen „Harlem Hit Parade“ (dem Vorläufer der R&B-Charts).
In den folgenden Jahren war sie als erfolgreiche Clubsängerin unterwegs und trat im Apollo Theater in Harlem auf.
Lil Green starb 1954 an einer Lungenentzündung. Sie wurde im Oak Hill Friedhof in Gary, Indiana begraben, wo ihr älterer Bruder Scott in einer Stahlhütte arbeitete.